# Piona haberba
Piona haberba är en kvalsterart som beskrevs av Cook 1960. Piona haberba ingår i släktet Piona och familjen Pionidae. Inga underarter finns listade i Catalogue of Life.